# Bjerndrup Mølleå
Bjerndrup Mølleå är ett vattendrag i Sønderjylland i Danmark. Det ligger i Region Syddanmark, i den västra delen av landet, 230 km väster om Köpenhamn. Det rinner upp söder om samhället Felsted, rinner genom Store Søgård Sø för att söder om Tinglev rinna samman med Gejl Å och få namnet Sønderå.